# Wieringen

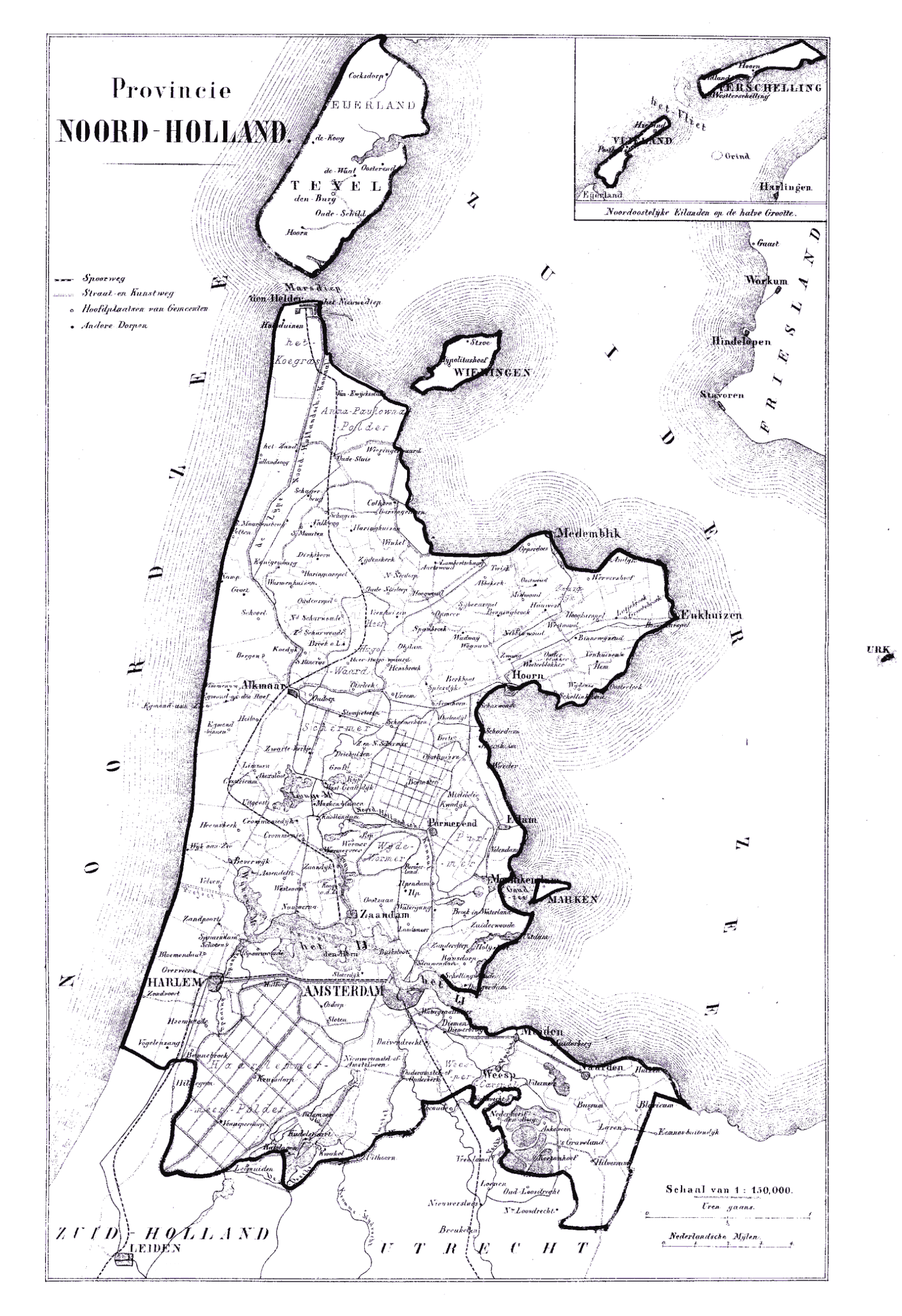
Carta del 1865 con Wieringen ancora un'isola

Wieringen  (pron. italiana: /'viringεn/) è stata una municipalità dei Paesi Bassi situata nella provincia dell'Olanda Settentrionale. Il comune autonomo dal 1º gennaio 2012 è stato accorpato a quello di Hollands Kroon.
Isola fino al 1924, quando l'Amsteldiep, il canale che la separava dalla terraferma fu chiuso da una piccola diga chiamata Amsteldiepdijk. Nel 1930 fu iniziato il prosciugamento dell'adiacente polder di Wieringermeer. La chiusura dello Zuiderzee, avvenuta nel 1932 con l'Afsluitdijk, una imponente diga che connette Wieringen con la Frisia, sancì la definitiva connessione dell'isola con la terraferma.